# Прапор Кувейту
Прапор Кувейту — один з офіційних символів Кувейту. Офіційно затверджений 7 вересня 1961 року. Прапор складається з трьох горизонтальних стрічок однакового розміру: зелена зверху, біла посередині та червона знизу. Від основи прапора йде трапеція чорного кольору, яка займає 1/3 ширини прапора. Співвідношення сторін 1:2.
Білий колір символізує працьовитість, чорний — поля битв, зелений — луки, червоний — кров, пролита під час боротьби з ворогами.